# Kuurne
Kuurne er en belgisk kommune og by i provinsen Vestflandern i Flandern, fire km nordøst for Kortrijk og 75 km vest for hovedstaden Bruxelles. I 2019 var der 13.484 indbyggere fordelt på 10 km².
Cykelløbet Kuurne-Bruxelles-Kuurne har start og mål i Kuurne.